# Takabatake Tatsushirō

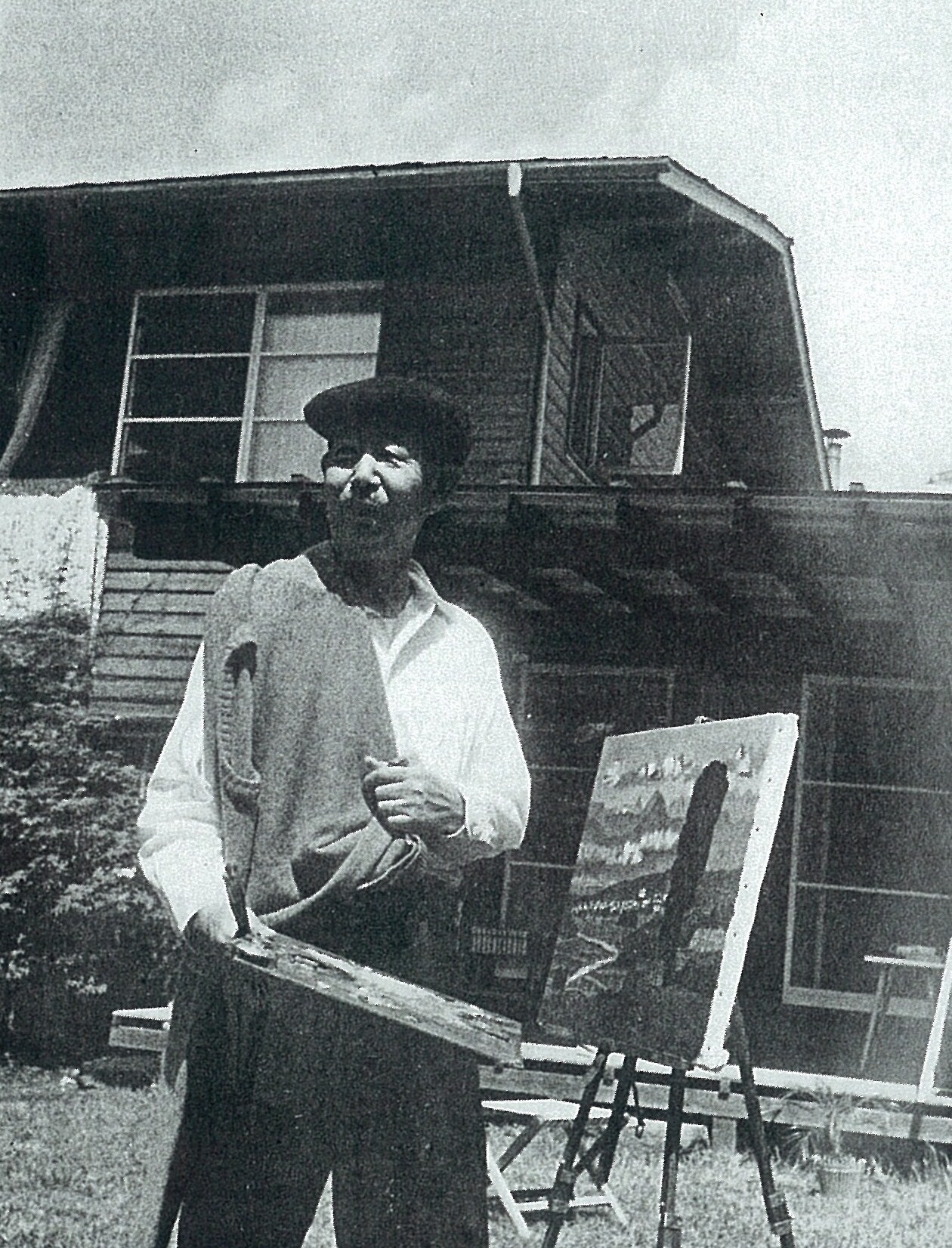
Takabatake, 1960

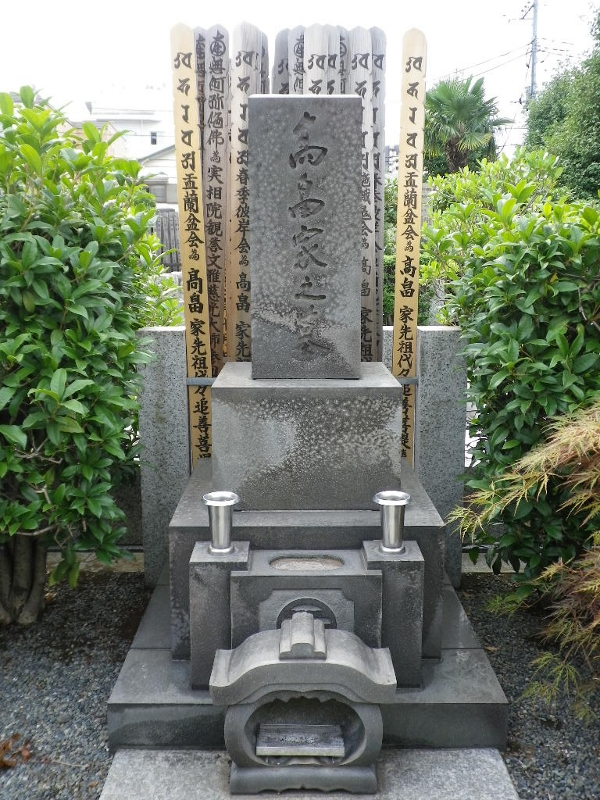
Takabatake-Grab

Takabatake Tatsushirō (japanisch 高畠達四郎; geb. 1. Oktober 1895 in Stadt Tokio; gest. 26. Juni 1976) war ein japanischer Maler im Yōga-Stil während der Taishō- und Shōwa-Zeit.

## Leben und Werk
Takabatake war der Sohn eines Getreide-Großhändlers im Kanda-Bezirk in Tōkyō. Nach Schulabschluss schrieb er sich in der Wirtschafts-Fakultät der Keiō Gijuku, der heutigen Keiō-Universität ein. Aber dann entschloss er sich, seinem eigentlichen Wunsch zu folgen, verließ die Hochschule ohne Abschluss und besuchte das  Hongō-Zentrum für Westliche Malerei (Hongō yōga kenkyūjo). 1921 wurde ein Bild von ihm auf der 3. Teiten-Ausstellung angenommen.
1921 ging Takabatake nach Frankreich und bildete sich in Paris an der Académie Lanson weiter. Es war die goldene Zeit der Pariser Schule im 20. Jahrhundert, und Takabatake wurde von Moise Kisling und André Derain beeinflusst. In dieser Zeit freundete er sich auch an mit Tatsuno Yukata, dem Schriftsteller, Yamada Tamaki, dem Sammler, und dem Kritiker Fukushima Shigetarō (福島 繁太郎; 1895–1960).1928 kehrte Takabatake nach Japan zurück und zeigte Bilder auf den Ausstellungen der Nika-kai (二科会) und der Kokuga-kai (国画会). 1921 beteiligte er sich an der Gründung der „Unabhängigen Gesellschaft für Kunst“ (独立美術協会, Dokuritsu bijutsu kyōkai), in der er dann auch vor und nach dem Pazifikkrieg aktiv war. Aus dem Krieg wird eine Luftschlachtszene mit dem Titel „Bombardierung von Tinsukia in Ostindien“ im Nationalmuseum für moderne Kunst Tokio neben anderen Bildern von ihm aufbewahrt.
Takabatakes Vorkriegswerke sind stark von Derain beeinflusst. Als er 1945 in Tokyo ausgebombt wurde, zog er in sein Wochenendhaus in Atami, einem Ort, wo viele Japaner während des Krieges Zuflucht suchten, und malte dort Landschaften. So entstanden 1950 „Pflaumengarten von Atami“ (熱海梅園, Atami baien) und 1951 „Szene im Zwielicht“ (暮色, Boshoku). Boshoku ist besonders bemerkenswert, weil es eine vertraute Szene in der Natur darstellt, während die japanische Gesellschaft erst dabei war, sich vom Krieg und der Nachkriegszeit zu erholen. So wurde das Bild wegen seiner poetischen Darstellung hochgelobt; es erhielt den dritten Mainichi-Preis. 1951 wurde auf der Biennale von São Paulo sein Bild „Atami-Landschaft“ (熱海風景, Atami fūkei) gezeigt. – Takabatake bereiste von 1953 bis 1954 Europa, malte die Krönung der Königin Elisabeth II. und eine Reihe andere Bilder.
In seinen späteren Jahren entwickelte Takabate einen besonderen Stil in der Landschaftsmalerei, wie die Bilder zu Atami, Karuizawa und zu Europa zeigen. Sie sind durch Einfachheit des Gefühls und bewusste Naivität gekennzeichnet. Beispiele für sein Gesamtwerk sind „Petit Jean“ (プチ・ジャン, Puchi Jan; 1928), „Akte“ (裸婦群像, Rafu gunzō; 1937), die erwähnte „Szene im Zwielicht“, „Die Kirche von Auvergne“ (オベルン古寺, Oberun koji; 1967).